# Marcin Tybura
Marcin Tybura (Uniejów, 9 novembre 1985) è un artista marziale misto polacco.
Combatte nella divisione dei pesi massimi per l'organizzazione statunitense UFC. In passato ha militato anche nella promozione M-1 Global, dove è stato campione di categoria e vincitore del torneo 2013 dei massimi.

## Caratteristiche tecniche
Tybura è un lottatore robusto e dalla mano pesante, capace di sferrare rapide combinazioni di calci e pugni. Si è rivelato abile anche nel combattimento a terra, grazie a discrete conoscenze nel Jiu jitsu brasiliano.

## Carriera nelle arti marziali miste

### Ultimate Fighting Championship
Tybura sigla un contratto con la UFC nel gennaio 2016, unendosi così ai pesi massimi polacchi Omielańczuk e Grabowski.
Compie il suo debutto sull'ottagono il 10 aprile seguente, quando è sconfitto dallo statunitense Timothy Johnson per decisione unanime a UFC Fight Night 86.
Torna in azione il 6 agosto per sfidare il ceco Viktor Pešta a UFC Fight Night 92, trionfando via KO ed ottenendo così il riconoscimento Performance of the Night.
Il 4 marzo 2017 sfida il brasiliano Luis Henrique a UFC 209, imponendosi via KO tecnico alla terza ripresa.
Il 17 giugno seguente, nell'antipasto di UFC Fight Night 111, arriva ad affrontare un contendente di livello in Andrei Arlovski, che nonostante il declino delle proprie abilità si presentava come il numero otto di categoria secondo i ranking della federazione. Il polacco si aggiudica una netta vittoria ai punti dopo tre round, infliggendo all'ex campione UFC la sua quinta sconfitta consecutiva.
Dopo due sconfitte consecutive contro Fabricio Werdum e Derrick Lewis, torna alla vittoria contro Stefan Struve.

## Risultati nelle arti marziali miste
| Risultato | Record | Avversario            | Metodo                                    | Evento                                                  | Data              | Round | Tempo | Città                          | Note                                                |
| --------- | ------ | --------------------- | ----------------------------------------- | ------------------------------------------------------- | ----------------- | ----- | ----- | ------------------------------ | --------------------------------------------------- |
| Vittoria  | 25-8   | Tai Tuivasa           | Sottomissione (rear-naked choke)          | UFC Fight Night: Tuivasa vs. Tybura                     | 16 marzo 2024     | 1     | 4:08  | Las Vegas, Stati Uniti         | Performance of the Night                            |
| Sconfitta | 24-8   | Tom Aspinall          | KO tecnico (gomitata e pugni)             | UFC Fight Night: Aspinall vs. Tybura                    | 22 luglio 2023    | 1     | 1:13  | Londra, Inghilterra            |                                                     |
| Vittoria  | 24-7   | Blagoy Ivanov         | Decisione (unanime)                       | UFC Fight Night: Lewis vs. Spivac                       | 4 febbraio 2023   | 3     | 5:00  | Las Vegas, Stati Uniti         |                                                     |
| Vittoria  | 23-7   | Alexander Romanov     | Decisione (unanime)                       | UFC 278                                                 | 20 agosto 2022    | 3     | 5:00  | Salt Lake City, Stati Uniti    |                                                     |
| Sconfitta | 22-7   | Aleksandr Volkov      | Decisione (unanime)                       | UFC 267: Błachowicz vs. Teixeira                        | 30 ottobre 2021   | 3     | 5:00  | Abu Dhabi, Emirati Arabi       |                                                     |
| Vittoria  | 22-6   | Walt Harris           | KO tecnico (pugni)                        | UFC Fight Night: Rozenstruik vs. Sakai                  | 5 giugno 2021     | 1     | 4:06  | Las Vegas, Stati Uniti         | Performance of the Night                            |
| Vittoria  | 21-6   | Greg Hardy            | KO tecnico (pugni)                        | UFC Fight Night: Thompson vs. Neal                      | 19 dicembre 2020  | 2     | 4:31  | Las Vegas, Stati Uniti         | Performance of the Night                            |
| Vittoria  | 20-6   | Ben Rothwell          | Decisione (unanime)                       | UFC Fight Night: Moraes vs. Sandhagen                   | 11 ottobre 2020   | 3     | 5:00  | Abu Dhabi, Emirati Arabi Uniti |                                                     |
| Vittoria  | 19-6   | Maxim Grishin         | Decisione (unanime)                       | UFC 251: Usman vs. Masvidal                             | 12 luglio 2020    | 3     | 5:00  | Abu Dhabi, Emirati Arabi Uniti |                                                     |
| Vittoria  | 18-6   | Sergey Spivak         | Decisione (unanime)                       | UFC Fight Night: Benavidez vs. Figueiredo               | 29 febbraio 2020  | 3     | 5:00  | Norfolk, Stati Uniti           |                                                     |
| Sconfitta | 17-6   | Augusto Sakai         | KO (pugni)                                | UFC Fight Night: Cowboy vs. Gaethje                     | 14 settembre 2019 | 1     | 0:59  | Vancouver, Canada              |                                                     |
| Sconfitta | 17-5   | Shamil Abdurakhimov   | KO tecnico (pugni)                        | UFC Fight Night: Overeem vs. Oleinik                    | 20 aprile 2019    | 2     | 3:15  | San Pietroburgo, Russia        |                                                     |
| Vittoria  | 17-4   | Stefan Struve         | Decisione (unanime)                       | UFC Fight Night: Shogun vs. Smith                       | 22 luglio 2018    | 3     | 5:00  | Amburgo, Germania              |                                                     |
| Sconfitta | 16-4   | Derrick Lewis         | KO Tecnico (pugni)                        | UFC Fight Night: Cowboy vs. Medeiros                    | 18 febbraio 2018  | 3     | 2:48  | Austin, Stati Uniti            |                                                     |
| Sconfitta | 16-3   | Fabrício Werdum       | Decisione (unanime)                       | UFC Fight Night: Werdum vs. Tybura                      | 19 novembre 2017  | 5     | 5:00  | Sydney, Australia              |                                                     |
| Vittoria  | 16-2   | Andrei Arlovski       | Decisione (unanime)                       | UFC Fight Night: Holm vs. Correia                       | 17 giugno 2017    | 3     | 5:00  | Kallang, Singapore             |                                                     |
| Vittoria  | 15-2   | Luis Henrique         | KO tecnico (pugni)                        | UFC 209: Woodley vs. Thompson 2                         | 4 marzo 2017      | 3     | 3:46  | Las Vegas, Stati Uniti         |                                                     |
| Vittoria  | 14-2   | Viktor Pešta          | KO (calcio alla testa)                    | UFC Fight Night: Rodriguez vs. Caceres                  | 6 agosto 2016     | 2     | 0:53  | Salt Lake City, Stati Uniti    | Performance of the Night                            |
| Sconfitta | 13-2   | Timothy Johnson       | Decisione (unanime)                       | UFC Fight Night: Rothwell vs. dos Santos                | 10 aprile 2016    | 5     | 5:00  | Zagabria, Croazia              | Debutto in UFC                                      |
| Vittoria  | 13-1   | Ante Delija           | KO Tecnico (infortunio alla gamba)        | M-1 Challenge 61 - Battle of Narts                      | 20 settembre 2015 | 1     | 2:21  | Nazran, Russia                 | Difende il titolo pesi massimi M-1                  |
| Sconfitta | 12-1   | Stephan Puetz         | KO Tecnico (stop medico)                  | M-1 Challenge 57 - Battle in the Heart of the Continent | 2 maggio 2015     | 3     | 3:48  | Orenburg, Russia               | Incontro non titolato                               |
| Vittoria  | 12-0   | Denis Smoldarev       | Sottomissione (rear-naked choke)          | M-1 Challenge 53 - Battle in the Celestial Empire       | 25 novembre 2014  | 1     | 3:35  | Pechino, Cina                  | Difende il titolo pesi massimi M-1                  |
| Vittoria  | 11-0   | Damian Grabowski      | Sottomissione Yecnica (north-south choke) | M-1 Challenge 50 - Battle of Neva                       | 15 agosto 2014    | 1     | 1:28  | San Pietroburgo, Russia        | Vince il titolo pesi massimi M-1                    |
| Vittoria  | 10-0   | Maro Perak            | KO Tecnico (pugni)                        | M-1 Global - M-1 Challenge 47                           | 4 aprile 2014     | 3     | 3:26  | Orenburg, Russia               |                                                     |
| Vittoria  | 9-0    | Konstantin Gluhov     | Sottomissione (rear-naked choke)          | M-1 Global - M-1 Challenge 42                           | 20 ottobre 2013   | 1     | 4:30  | San Pietroburgo, Russia        | Vince l'M-1 Heavyweight Grand Prix                  |
| Vittoria  | 8-0    | Chaban Ka             | KO Tecnico (pugni)                        | M-1 Global - M-1 Challenge 41                           | 21 agosto 2013    | 1     | 2:05  | San Pietroburgo, Russia        | Semifinale del M-1 Heavyweight Grand Prix           |
| Vittoria  | 7-0    | Denis Komkin          | KO Tecnico (ritiro)                       | M-1 Challenge 37 - Khamanaev vs. Puhakka                | 27 febbraio 2013  | 1     | 5:00  | Orenburg, Russia               | Incontro alternativo del M-1 Heavyweight Grand Prix |
| Vittoria  | 6-0    | Krystian Kopytowski   | KO Tecnico (ritiro)                       | GA - Gladiator Arena 4                                  | 8 dicembre 2012   | 3     | 1:53  | Pyrzyce, Polonia               |                                                     |
| Vittoria  | 5-0    | Szymon Bajor          | Decisione (non unanime)                   | Prime FC 1 - Bajor vs. Tybura                           | 1 giugno 2012     | 3     | 5:00  | Mielec, Polonia                |                                                     |
| Vittoria  | 4-0    | Andrzej Kosecki       | Sottomissione (rear-naked choke)          | OEF - Carphatian Primus Belt Round 2                    | 24 febbraio 2012  | 1     | 3:17  | Rzeszów, Polonia               |                                                     |
| Vittoria  | 3-0    | Stanisław Ślusakowicz | Sottomissione (triangle armbar)           | OEF - Carphatian Primus Belt Round 1                    | 13 novembre 2011  | 1     | 3:20  | Rzeszów, Polonia               |                                                     |
| Vittoria  | 2-0    | Adam Wieczorek        | Decisione (unanime)                       | PMMAF - Polish MMA Championships Finals                 | 5 novembre 2011   | 2     | 5:00  | Chorzów, Polonia               |                                                     |
| Vittoria  | 1-0    | Robert Marcok         | Sottomissione (rear-naked choke)          | PMMAF - Polish MMA Championships Finals                 | 5 novembre 2011   | 1     | 3:48  | Chorzów, Polonia               |                                                     |